# St. Michael (Tannroda)

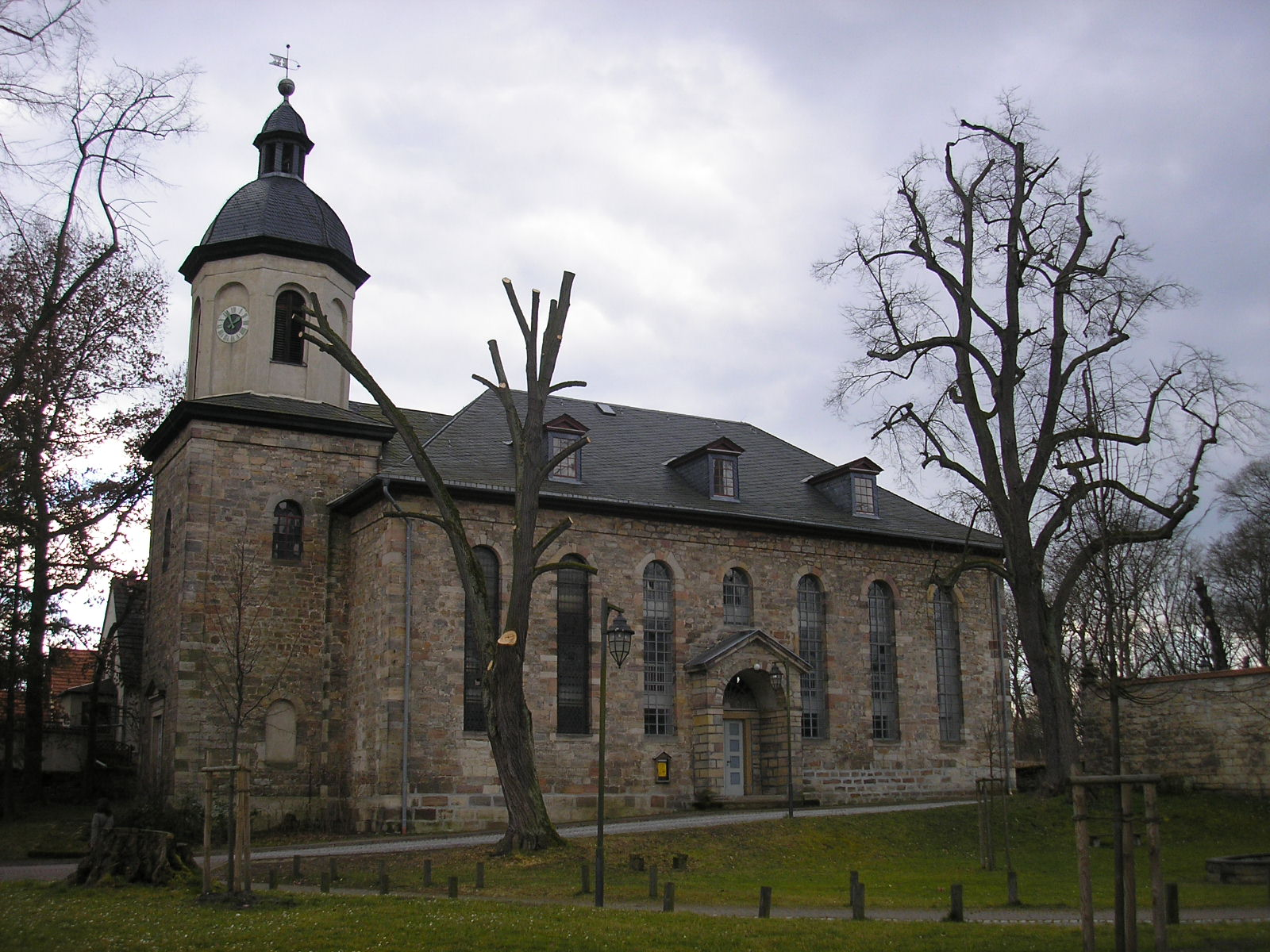
St. Michael

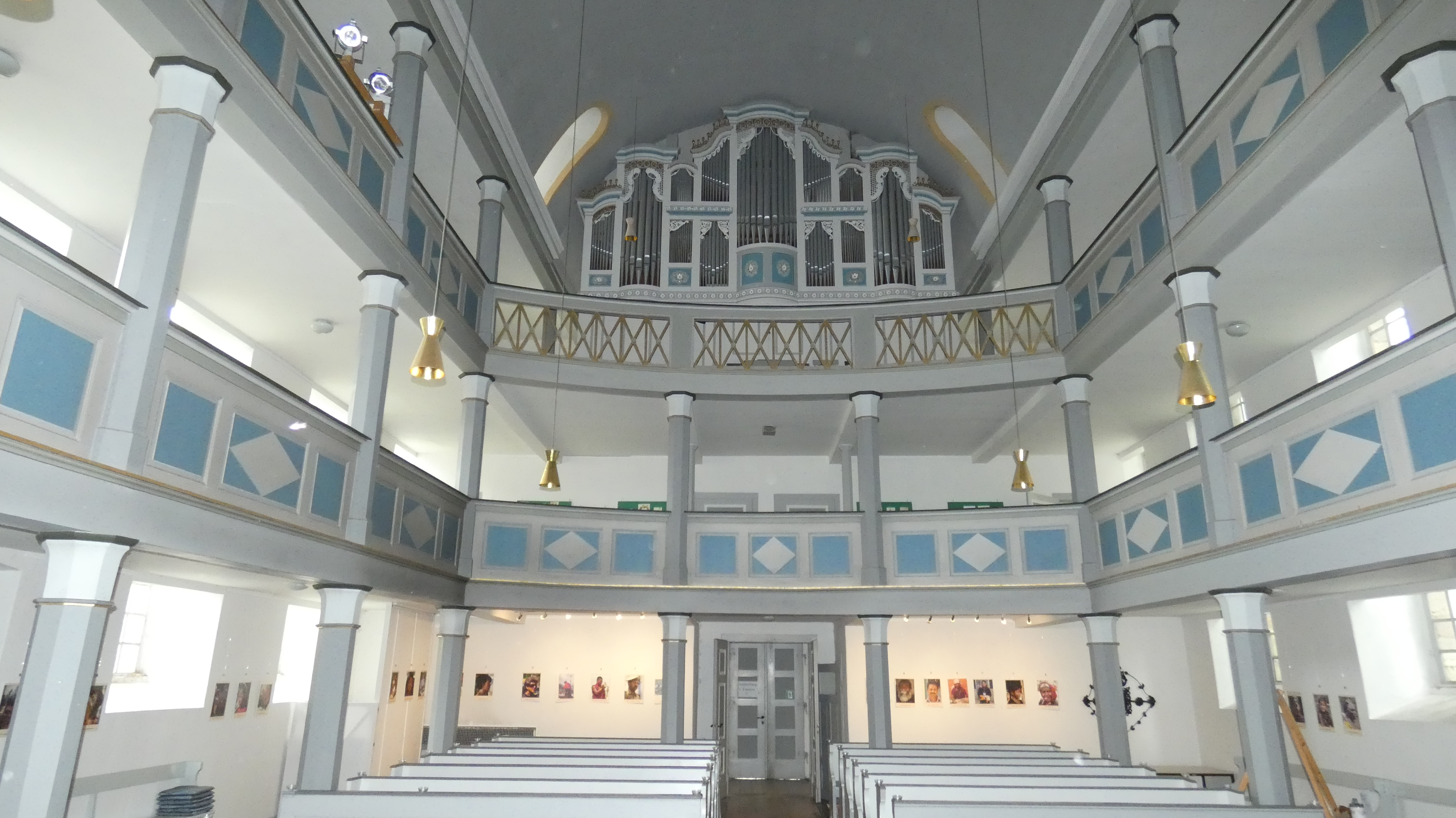
Tonnengewölbe des Mittelschiffs mit Gauben in jedem zweiten Joch, Seitenschiffe flachgedeckt, zwei Emporengeschosse

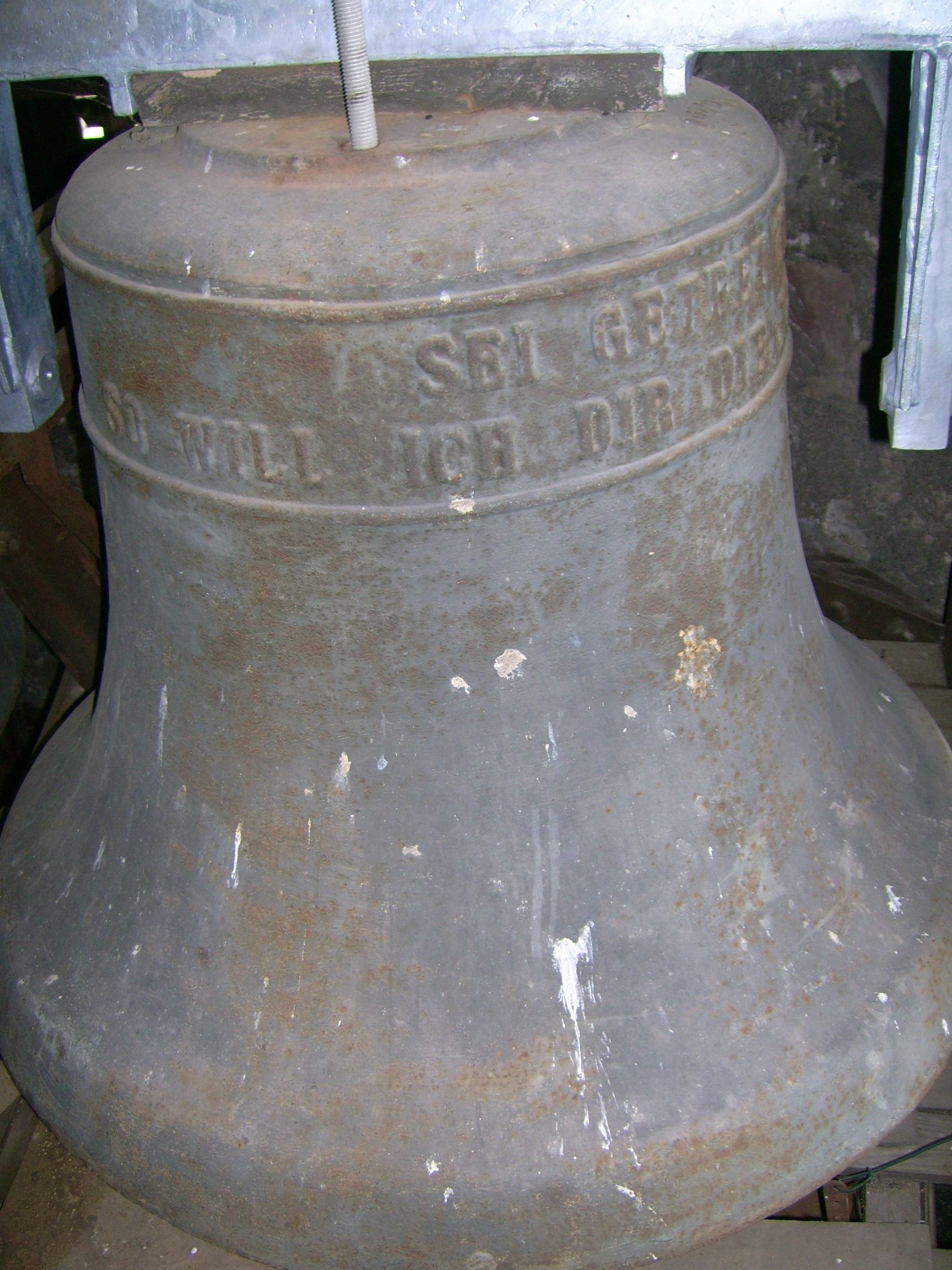
Die kleinste Glocke

Die evangelische Kirche St. Michael steht im Ortsteil Tannroda der Stadt Bad Berka im Landkreis Weimarer Land in Thüringen. Sie gehört zum Kirchengemeindeverband Tannroda im Kirchenkreis Weimar der Evangelischen Kirche in Mitteldeutschland.

## Lage
Die Kirche befindet sich im südlichen Teil von Tannroda auf dem Lindenberg neben dem Burgensemble.

## Geschichte
Da die alten Kirchen St. Annen und St. Michael Baufälligkeit und Kapazitätsmängel aufwiesen, wurde der Architekt Clemens Wenzeslaus Coudray 1823 beauftragt, für den Bau einer neuen Kirche Pläne zu entwerfen. Daraufhin erfolgte der Abriss der über 500 Jahre alten Kirchen und des Roten Schlosses zur Bausteingewinnung.
Am 4. Juli 1824 erfolgte die Grundsteinlegung. Am 5. November war Richtfest, am 23. Juli 1825 wurde der Kirchturm gerichtet und am 13. September der Turmknopf gesetzt. Die Kirchenweihe der geräumigen Emporenhalle fand am 14. September 1826 durch Superintendent Vogt aus Klettbach statt. 1833 wurde der Taufstein mit Zinntaufbecken gestiftet.
1663 konnte Tannroda seine erste Orgel mit acht Registern und einem Cimbelstern sowie zwei Schnarrwerken vorzeigen. 1826 baute Johann Friedrich Schulze für den Kirchenneubau auch eine neue Orgel. 1886 erfolgte der Einbau einer erneuerten Orgel durch den Orgelbauer Adam Eifert aus Stadtilm, die 1899 nochmals erweitert wurde.
1895 wurden Glocken von der Firma Franz Schilling aus Apolda gegossen, die 1896 eingeweiht wurden. Sie fielen dem Ersten Weltkrieg zum Opfer. Statt ihrer läuten heute drei Eisenhartgussglocken der Firma Schilling & Lattermann aus dem Jahr 1920.
1899 erfolgte die Erneuerung des Kircheninneren und der Fenster für 5000 Mark. Der Umbau des Altarraums und das Anbringen neuer Lampen erfolgten in den Jahren 1963/64. 1984 fand die nächste Innenraumsanierung statt. Das Schindeldach wurde 1995 mit Schiefer gedeckt. 1998 wurde der Altarraum ausgemalt.
Die Eifert-Orgel wurde von 2007 bis 2012 durch die Firma Rösel und Hercher aus Saalfeld restauriert. 2009 erfolgte die Wiederinbetriebnahme der beiden Manuale.